# Hong Kong New World Tower
La Hong Kong New World Tower, également appelée K11, est un gratte-ciel situé sur la rue Huaihai, à Puxi, dans le centre de Shanghai.
La tour mesure 278,3 m antenne comprise et comporte 61 étages.